# Laplaciano
Em matemática e física, o laplaciano ou operador de Laplace (ou ainda operador de Laplace-Beltrami), denotado por {\displaystyle \Delta \,}  ou {\displaystyle \nabla ^{2}}, sendo  o operador nabla, é um operador diferencial de segunda ordem. O laplaciano, nome dado em homenagem a Pierre-Simon Laplace, aparece naturalmente em diversas equações diferenciais parciais que modelam problemas físicos, tais como potencial elétrico e gravitacional, propagação de ondas, condução de calor e fluidos, e também fazendo parte das equações de Poisson para eletrostática e da equação de Schrödinger independente do tempo.

## Definição do laplaciano escalar
O operador Laplaciano no espaço euclidiano n-dimensional é definido como o divergente do gradiente:
{\displaystyle \Delta \phi ={{\nabla }^{2}}\phi =\nabla \cdot \left(\nabla \phi \right)=\operatorname {div} \left(\operatorname {grad} \phi \right)}
Equivalentemente, o laplaciano é a soma de todas as derivadas parciais simples de segunda ordem:
Seja {\displaystyle u:\mathbb {R} ^{n}\to \mathbb {R} }, assim, o Laplaciano é definido como:
{\displaystyle \Delta u=\sum _{i=1}^{n}{\frac {\partial ^{2}u}{\partial x_{i}^{2}}}}

### Significado físico
Através de um desenvolvimento em série de Taylor em torno de um ponto {\displaystyle r_{0}}, demonstra-se que o laplaciano nesse ponto é proporcional à diferença entre o valor médio de {\displaystyle \phi } do campo no elemento de volume em torno do ponto e o valor {\displaystyle \phi _{0}} do campo em {\displaystyle r_{0}}. Logo, é possível interpretar imediatamente as equações que contenham o operador laplaciano. Um exemplo particularmente importante é o da equação de Laplace que governa o potencial eletrostático no vazio:
Essa equação diz que o valor médio do potencial em torno de um ponto {\displaystyle P} é igual ao valor do potencial no próprio ponto {\displaystyle P}.

### Laplaciano escalar em R²
O caso particular em {\displaystyle \mathbf {R} ^{2}}, onde as componentes são denotadas por x e y, temos:
{\displaystyle \Delta u={\frac {\partial ^{2}u}{\partial x^{2}}}+{\frac {\partial ^{2}u}{\partial y^{2}}}}
Em coordenadas polares {\displaystyle \left(r,\phi \right)}, assume a forma:
{\displaystyle \Delta u={1 \over r}{\partial  \over \partial r}\left(r{\partial u \over \partial r}\right)+{1 \over r^{2}}{\partial ^{2}u \over \partial \phi ^{2}}}

### Laplaciano escalar em R³
O caso particular em {\displaystyle \mathbf {R} ^{3}}, onde as componentes são denotadas por x, y e z, temos:
{\displaystyle \Delta u={\frac {\partial ^{2}u}{\partial x^{2}}}+{\frac {\partial ^{2}u}{\partial y^{2}}}+{\frac {\partial ^{2}u}{\partial z^{2}}}}
Em coordenadas esféricas {\displaystyle \left(r,\theta ,\phi \right)}, assume a forma:
{\displaystyle \Delta u={1 \over r^{2}}{\partial  \over \partial r}\left(r^{2}{\partial u \over \partial r}\right)+{1 \over r^{2}\sin \theta }{\partial  \over \partial \theta }\left(\sin \theta {\partial u \over \partial \theta }\right)+{1 \over r^{2}\sin ^{2}\theta }{\partial ^{2}u \over \partial \phi ^{2}}}
Em coordenadas cilíndricas {\displaystyle \left(r,\phi ,z\right)}, assume a forma:
{\displaystyle \Delta u={1 \over r}{\partial  \over \partial r}\left(r{\partial u \over \partial r}\right)+{1 \over r^{2}}{\partial ^{2}u \over \partial \phi ^{2}}+{\partial ^{2}u \over \partial z^{2}}}

## Definição do laplaciano vetorial
Seja {\displaystyle \mathbf {A} :\mathbb {R} ^{m}\to \mathbb {R} ^{n}}, o Laplaciano é denotado por {\displaystyle \Delta } e é definido como a aplicação do laplaciano escalar em cada uma das componentes de {\displaystyle \mathbf {u} =\left(A_{1},\ldots ,A_{m}\right)}:
{\displaystyle \Delta \mathbf {A} =\left(\triangle A_{1},\ldots ,\triangle A_{m}\right)=\Delta \mathbf {A} =\left(\Delta {{A}_{x}}\right)\mathbf {i} +\left(\Delta {{A}_{y}}\right)\mathbf {j} +\left(\Delta {{A}_{z}}\right)\mathbf {k} }

### Laplaciano vetorial em R³

#### Coordenadas cartesianas
Em {\displaystyle \mathbb {R} ^{3}}, vale a igualdade:
{\displaystyle \Delta \mathbf {A} =\nabla \left(\nabla \cdot \mathbf {A} \right)-\nabla \times \nabla \times \mathbf {A} }
O (importante) caso particular em que {\displaystyle \nabla \cdot \mathbf {A} =0}, vale:
{\displaystyle \Delta \mathbf {A} =-\nabla \times \nabla \times \mathbf {A} }
ou seja, o laplaciano é negativo do rotacional do rotacional.

#### Coordenadas cilíndricas
O sistema de coordenadas cilíndricas usual {\displaystyle r}, {\displaystyle \theta }, {\displaystyle z}, em  {\displaystyle \mathbf {A} }:
{\displaystyle {\begin{aligned}&\Delta \mathbf {A} =\left({\frac {{{\partial }^{2}}{{A}_{r}}}{\partial {{r}^{2}}}}+{\frac {1}{{r}^{2}}}{\frac {{{\partial }^{2}}{{A}_{r}}}{\partial {{\theta }^{2}}}}+{\frac {{{\partial }^{2}}{{A}_{r}}}{\partial {{z}^{2}}}}+{\frac {1}{r}}{\frac {\partial {{A}_{r}}}{\partial r}}-{\frac {2}{{r}^{2}}}{\frac {\partial {{A}_{\theta }}}{\partial \theta }}-{\frac {{A}_{r}}{{r}^{2}}}\right){{\mathbf {a} }_{r}}+\\&\,\,\,\,\,\,\,\,\,\,\,\,\,\left({\frac {{{\partial }^{2}}{{A}_{\theta }}}{\partial {{r}^{2}}}}+{\frac {1}{{r}^{2}}}{\frac {{{\partial }^{2}}{{A}_{\theta }}}{\partial {{\theta }^{2}}}}+{\frac {{{\partial }^{2}}{{A}_{\theta }}}{\partial {{z}^{2}}}}+{\frac {1}{r}}{\frac {\partial {{A}_{\theta }}}{\partial r}}+{\frac {2}{{r}^{2}}}{\frac {\partial {{A}_{r}}}{\partial \theta }}-{\frac {{A}_{\theta }}{{r}^{2}}}\right){{\mathbf {a} }_{\theta }}+\\&\,\,\,\,\,\,\,\,\,\,\,\,\,\left({\frac {{{\partial }^{2}}{{A}_{z}}}{\partial {{r}^{2}}}}+{\frac {1}{{r}^{2}}}{\frac {{{\partial }^{2}}{{A}_{z}}}{\partial {{\theta }^{2}}}}+{\frac {{{\partial }^{2}}{{A}_{z}}}{\partial {{z}^{2}}}}+{\frac {1}{r}}{\frac {\partial {{A}_{z}}}{\partial r}}\right){{\mathbf {a} }_{z}}\\\end{aligned}}}

#### Coordenadas esféricas
O sistema de coordenadas esféricas usual {\displaystyle r}, {\displaystyle \theta }, {\displaystyle \phi }, em  {\displaystyle \mathbf {A} }:
{\displaystyle {\begin{aligned}&\Delta \mathbf {A} =\left({\frac {1}{r}}{\frac {{{\partial }^{2}}(r{{A}_{r}})}{\partial {{r}^{2}}}}+{\frac {1}{{r}^{2}}}{\frac {{{\partial }^{2}}{{A}_{r}}}{\partial {{\theta }^{2}}}}+{\frac {1}{{{r}^{2}}{{\sin }^{2}}\theta }}{\frac {{{\partial }^{2}}{{A}_{r}}}{\partial {{\phi }^{2}}}}+{\frac {\cot \theta }{{r}^{2}}}{\frac {\partial {{A}_{r}}}{\partial \theta }}-{\frac {2}{{r}^{2}}}{\frac {\partial {{A}_{\theta }}}{\partial \theta }}-{\frac {2}{{{r}^{2}}\sin \theta }}{\frac {\partial {{A}_{\phi }}}{\partial \phi }}-{\frac {2{{A}_{r}}}{{r}^{2}}}-{\frac {2\cot \theta }{{r}^{2}}}{{A}_{\theta }}\right){{\mathbf {a} }_{r}}+\\&\,\,\,\,\,\,\,\,\,\,\,\,\,\left({\frac {1}{r}}{\frac {{{\partial }^{2}}(r{{A}_{\theta }})}{\partial {{r}^{2}}}}+{\frac {1}{{r}^{2}}}{\frac {{{\partial }^{2}}{{A}_{\theta }}}{\partial {{\theta }^{2}}}}+{\frac {1}{{{r}^{2}}{{\sin }^{2}}\theta }}{\frac {{{\partial }^{2}}{{A}_{\theta }}}{\partial {{\phi }^{2}}}}+{\frac {\cot \theta }{{r}^{2}}}{\frac {\partial {{A}_{\theta }}}{\partial \theta }}-{\frac {2}{{r}^{2}}}{\frac {\cot \theta }{\sin \theta }}{\frac {\partial {{A}_{\phi }}}{\partial \phi }}+{\frac {2}{{r}^{2}}}{\frac {\partial {{A}_{r}}}{\partial \theta }}-{\frac {{A}_{\theta }}{{{r}^{2}}{{\sin }^{2}}\theta }}\right){{\mathbf {a} }_{\theta }}+\\&\,\,\,\,\,\,\,\,\,\,\,\,\,\left({\frac {1}{r}}{\frac {{{\partial }^{2}}(r{{A}_{\phi }})}{\partial {{r}^{2}}}}+{\frac {1}{{r}^{2}}}{\frac {{{\partial }^{2}}{{A}_{\phi }}}{\partial {{\theta }^{2}}}}+{\frac {1}{{{r}^{2}}{{\sin }^{2}}\theta }}{\frac {{{\partial }^{2}}{{A}_{\phi }}}{\partial {{\phi }^{2}}}}+{\frac {\cot \theta }{{r}^{2}}}{\frac {\partial {{A}_{\phi }}}{\partial \theta }}+{\frac {2}{{{r}^{2}}\sin \theta }}{\frac {\partial {{A}_{r}}}{\partial \phi }}+{\frac {2}{{r}^{2}}}{\frac {\cot \theta }{\sin \theta }}{\frac {\partial {{A}_{\theta }}}{\partial \phi }}-{\frac {{A}_{\phi }}{{{r}^{2}}{{\sin }^{2}}\theta }}\right){{\mathbf {a} }_{\phi }}\\\end{aligned}}}

## Propriedades
O laplaciano tem as seguintes propriedades:
- {\displaystyle {\overrightarrow {\nabla }}^{2}\left(\alpha f(x)+\beta g(x)\right)=\alpha {\overrightarrow {\nabla }}^{2}f(x)+\beta {\overrightarrow {\nabla }}^{2}g(x)}

- {\displaystyle {\overrightarrow {\nabla }}^{2}(fg)=({\overrightarrow {\nabla }}^{2}f)g+2({\overrightarrow {\nabla }}f)\cdot ({\overrightarrow {\nabla }}g)+f({\overrightarrow {\nabla }}^{2}g)}

- {\displaystyle {\overrightarrow {\nabla }}^{2}f(r)=2{\frac {f'(r)}{r}}+f''(r)}

## Resultados importantes
Há os seguintes resultados importantes a respeito do laplaciano: 
- O rotacional do gradiente de um campo escalar {\displaystyle V} é nulo.

Um campo vetorial {\displaystyle \mathbf {V} } cujo rotacional seja nulo pode ser associado a um campo escalar {\displaystyle \phi }. Um exemplo é o campo eletrostático {\displaystyle \mathbf {E} } que se associa com o potencial eletrostático {\displaystyle V}, e, dessa forma, convenciona: {\displaystyle \mathbf {E} =-\nabla V}.
- A divergência do rotacional de um campo vetorial {\displaystyle A} é nula.

Um campo vetorial {\displaystyle \mathbf {B} } cuja divergência seja nula pode ser associado a um campo vetorial {\displaystyle \mathbf {A} }. Um exemplo é o campo magnetostático {\displaystyle \mathbf {B} } que se associa com o potencial vetor {\displaystyle \mathbf {A} }, e, dessa forma, convenciona: {\displaystyle \mathbf {B} =\nabla \times \mathbf {A} }. 

- Um campo vetorial numa região do espaço pode ser completamente especificado através de sua divergência e do seu rotacional, e de um conjunto adequado de condições de fronteira.

A condições de fronteira exigida é a especificação da componente normal no campo na fronteira da região. 